# Ewa Sowińska
Ewa Barbara Sowińska (Bydgoszcz, 5 maart 1944) is een Poolse politica. Ze is lid van de extreem conservatieve en nationalistische partij Liga van Poolse Gezinnen (Liga Polskich Rodzin) en van 2006 tot 2008 Ombudsvrouw voor Kinderen.
Ze is uitgesproken tegenstandster van homoseksualiteit. Zo pleitte ze voor een beroepsverbod voor homoseksuele onderwijzers en sporttrainers, en wilde ze in mei 2007 laten onderzoeken of de Teletubbies verboden zouden moeten worden, omdat Tinky-Winky homo zou zijn. Dit leverde in heel Europa en daarbuiten veel hilariteit op in de media en het voorstel werd snel ingetrokken.
In 2006 stelde ze al voor dat ongetrouwd samenwonende stellen zouden moeten worden geregistreerd omdat kortstondige relaties zouden kunnen bijdragen aan geweld, anarchie en demoralisatie. 
- International Standard Name Identifier: 0000 0001 1712 4446
- Virtual International Authority File: 163115971
- WorldCat: E39PCjFcpqkdHdtF99DyhcrXV3